# Елена Румынская
Елена Румынская (рум. Elena a României; род. 15 ноября 1950, клиника Моншуази, Лозанна) — вторая дочь бывшего короля Румынии Михая I и его супруги королевы Анны; приходится прапрапраправнучкой королеве Виктории и императору Александру II. Занимается общественной деятельностью, ведёт светскую жизнь.

## Биография
Родилась 15 ноября 1950 года в Лозанне, стала второй дочерью в королевской семье, её сестра — кронпринцесса Румынии Маргарита. Елена была крещена в православной вере, её крестными матерями были Елена Греческая и Датская, а также Мария Текская.
Детство провела в семейных домах в Лозанне и в Соединённом Королевстве в местечке Ayot St Lawrence графства Хартфордшир. Во время обучения в школе каникулы со своей сестрой проводили время со своей бабушки Елены на вилле Sparta во Флоренции, Италия, а также в Дании с принцессой Маргарете и принцем Рене.
Начальное образование Елена получила в Швейцарии, затем продолжила обучение в Англии; в школьные годы увлекалась спортом. В середине 1970-х годов некоторое время она преподавала в Лондоне детям-инвалидам, затем прошла двухлетний курс искусства реставрации, после чего работала в лондонской реставрационной фирме. В 1980-х годах вместе со своим первым мужем начали проект по обучению 45 эфиопских беженцев-инвалидов различным ремёслам. В 1982 году Елена основала Международную школу в Эль-Гезире, Судан. В 1990 году также вместе со своим мужем, была основателем и членом Северо-Восточного фонда помощи Румынии, который помогал жертвам режима Чаушеску.
В июне 2011 года Елена со своим вторым мужем посетили колледж Queen Elizabeth Sixth Form College в Дарлингтоне, графство Дарем, чтобы вручить награды студентам, которые добровольно отправились в Румынию оказывать помощь в строительстве и ремонте жилья в Брашове. 3 октября 2011 года она приняла участие в праздновании 100-й годовщины исторического путешествия Абдул-Баха в Лондоне. 25 апреля 2012 года на праздновании Бриллиантового юбилея Елизаветы II Елена с мужем торжественно открыли Royal teas — Королевскую чайную комнату в городке Stanhope, графство Дарем. Елена Румынская ежегодно посещает банкет Ливрейной компании Лондонского Сити.
Своё время проводит время между Великобританией (с мужем и дочерью) в собственном поместье в Easington, графство Дарем, и Румынией, где живёт в Бухаресте во дворце Елизаветы.
Награждена румынскими наградами: орден Кароля I (Большой крест), орден Короны Румынии (Большой крест) и медалью Custodele Coroanei Române. Также имеет награды других государств, в числе которых орден Франциска I (Большой крест) и орден Князя Даниила I (Большой крест).

### Семья
20 июля 1983 года Елена Румынская вышла замуж за доктора Робина Медфорт-Миллса на гражданской церемонии в Дареме. 24 сентября 1983 года они обвенчались на королевской церемонии в Греческой Православной Церкви в Лозанне. Супруги развелись 28 ноября 1991 года после 8 лет брака. У них родилось двое детей:
- Николас Медфорт-Миллс[англ.] (род. 1 апреля 1985 года); женат на Алине Марии Биндер с 6 октября 2017 года, свадьба прошла в Корнуолле
  - Ирис Анна (от добрачных отношений, род. 9 февраля 2016 г.)
  - Мария-Александра (род. 7 ноября 2020 г., Бухарест)
  - Михай (род. 15 апреля 2022 г.)
- Элизабет Медфорт-Миллс (Elisabeta Karina de Roumanie Medforth-Mills, род. 4 января 1989 года).
  - Август Михай (род. 23 мая 2024 г., Дарем)

Во второй раз вышла замуж за Александра Филипса Никсона Макатира (Alexander Philips Nixon McAteer, род. 1964) 14 августа 1998 года на гражданской церемонии в городе Peterlee, графство Дарем. Её муж является рыцарем Священного военного Константиновского ордена Святого Георгия и имеет ряд румынских наград. Отказывается принимать какой-либо королевский титул.